# Lars Eriksson (fotbollsspelare född 1926)
Lars Olof "Hofors-Lasse" Eriksson, född 6 februari 1926 i Hofors, död 1 februari 1994, är en svensk tidigare fotbollsspelare (mittfältare). Han spelade tio landskamper och gjorde två mål för Sveriges landslag åren 1952–1953. När Sverige tog OS-brons 1952 i Helsingfors var Eriksson uttagen som reserv men deltog ej.

## Klubbar
- Hofors AIF (–1951)
- Degerfors IF (1951–1953)
- FC Sète (1954)
- Toulouse FC (1954–1955)
- FC Sète (1955–1956)
- FC Grenoble (1956–1958)
- Sandvikens IF (1958–1959)
- Hofors AIF (1959–1963)